# Партизанский парад
Партиза́нский пара́д (бел. Парад партызан) — торжественное мероприятие, состоявшееся в воскресенье 16 июля 1944 года на поле бывшего ипподрома в Минске по случаю освобождения Минска от немецкой оккупации. В параде принимало участие 30 партизанских бригад.

## Предыстория
В ходе Белорусской операции 3 июля 1944 года в Минск с боями вошли части 3-го и 1-го Белорусских фронтов. В 7 часов утра 4 июля прибыли сотрудники областного и городского комитетов партии, горсовета. 4-5 июля в Минске были восстановлены как административные единицы Сталинский, Ворошиловский и Кагановичский районы.
5 июля Белорусский штаб партизанского движения разослал радиограммы с приказом о подтягивании к Минску партизанских бригад с целью:
- прикрывать город на случай проникновения противника;
- организовать охрану Дома правительства, складов военного имущества и других важных объектов;
- разгрузить город от военнопленных
- и начать подготовку к собственному расформированию.

К 10 июля в город прибыли более 4 тысяч партизан, до 15 июля ожидался подход ещё 15-17 тысяч. Бои восточнее города продолжались вплоть до 11 июля.
На заседании бюро ЦК КП(б)Б было принято решение организовать по случаю освобождения не только митинг, но и парад белорусских партизан. Местом для проведения парада был выбран городской ипподром, который заранее разминировали и поставили под охрану партизанской бригады «Буревестник». Прикрытие с воздуха обеспечивала истребительная авиация и средства ПВО.
К вечеру 15 июля в город прибыло 30 партизанских бригад и 2 отдельно действующих отряда, в том числе 20 бригад Минской области, 9 бригад Барановичской и 1 — Вилейской областей, общей численностью более 30 тыс. человек. Перед парадом многим его участникам вручили медаль «Партизану Отечественной войны».

## Парад

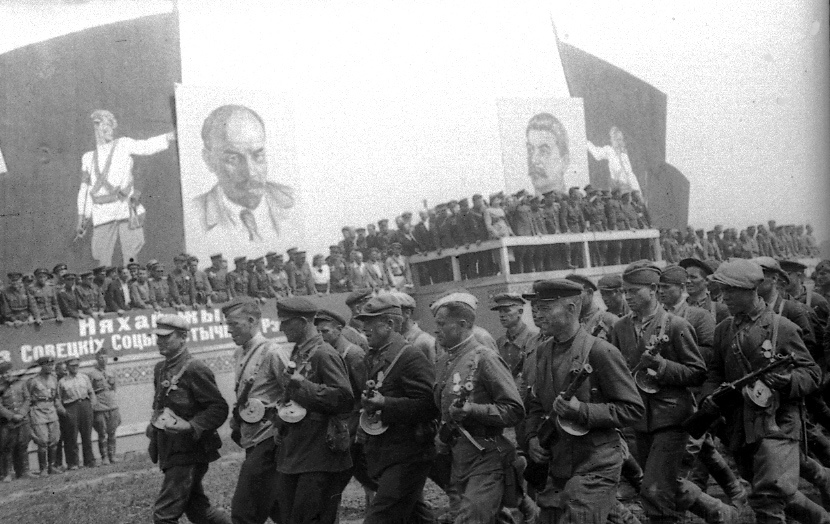
Партизанский парад

Митинг и парад 16 июля 1944 года в Минске открыл довоенный председатель исполкома горсовета К. И. Бударин. В параде, продолжавшемся несколько часов, участвовало 30 партизанских бригад. К 9 утра на поле в районе улицы Красноармейской в излучине реки Свислочь собрались более 30 тыс. партизан и 50 тыс. жителей города. Каждая бригада имела собственное знамя и плакаты.
На центральной трибуне присутствовали Председатель Совнаркома БССР 1-й секретарь ЦК КП(б)Б П. К. Пономаренко, Председатель Президиума Верховного Совета БССР Н. Я. Наталевич, секретарь ЦК КП(б)Б П.3. Калинин, секретарь Минского обкома КП(б)Б Герой Советского Союза В. И. Козлов и другие руководители республики и командиры партизанских соединений. На параде была большая делегация бойцов и командиров Красной Армии во главе с командующим 3-м Белорусским фронтом генералом армии И. Д. Черняховским, а также делегация из города Горького.
Право открыть парад досталось бригаде «Народные мстители» им. В.Воронянского. За ней шли партизанские разведчики, подрывники, пулемётчики в полном боевом вооружении из бригады им. Щорса, Чапаева, «Беларусь», «Буревестник» — всего 30 бригад, в основном Минского и Могилевского партизанских соединений, и еврейский партизанский отряд под командой Шолома Зорина.
Из воспоминаний участника парада партизана отряда «Коммунар» Василия Мороховича:

Между разрушенными и сожженными домами Минска шли маршем заросшие и исхудалые партизаны. В руках у них была самая удивительная коллекция оружия сражающихся тогда армий, испестренная ещё оружием, которое изготовили в лесах кузнецы. Их встречали с восторгом, они шагали гордо с наградами на груди! Они были победителями!

Воспоминания командира спецотряда НКГБ СССР "Местные" подполковника Станислава Ваупшасова:

 С 6 июля в Минск со всей освобожденной к тому времени республики стали прибывать партизанские бригады и отряды. Город не мог вместить такого количества людей. Ведь в Белоруссии действовало 213 бригад и 1255 отрядов, из которых 997 входили в состав бригад и 258 сражались самостоятельно. Поэтому в окрестностях раскинулись партизанские лагеря. Жизнь в них шла новая, мирная. Хотя до конца войны оставалось ещё десять месяцев, белорусский народ уже праздновал первую победу — избавление от гитлеровской оккупации.
Площади и улицы столицы были с утра до вечера запружены местными жителями и партизанами. Происходили радостные встречи товарищей по оружию, родных и близких. Песни лились во всех концах города.
В ознаменование большой победы над подлым врагом правительство БССР провело 16 июля 1944 года в Минске парад партизан.

С утра отовсюду — из Сторожевки, Комаровки, от Червенского тракта, из окрестных деревень потянулись к ипподрому колонны лесных воинов и населения. Огромный зелёный луг на берегу Свислочи заполнила необъятная людская масса. Мне вспомнились минские праздничные довоенные демонстрации. Десятки тысяч собирались тогда на площади Ленина, но такого количества народа я ни разу не видел. 

 Митинг закончился. Партизаны равняли ряды.
— Парад, смирно! Бригады и отряды замерли.
— Равнение направо! Поотрядно, шагом марш!
Первой перед трибуной проходит бригада имени Воронянского. За нею — бригады имени Щорса, Чапаева, Чкалова, Кирова. На украшенных цветами лошадях проезжают партизаны-конники. Катятся трофейные пушки. Идут бойцы бригад «Штурмовая», Первой, Второй и Третьей Минских.
За ними шагает наш спецотряд. Пройдя мимо трибуны, я, замполит Сермяжко и начальник штаба Козлов отошли в сторону посмотреть на продолжение парада.
Какие гордые, мужественные лица! Сколько достоинства и благородства во всем облике лесных бойцов.
Проходят бригады «Буревестник», имени Ворошилова, «Беларусь» и другие. Разная одежда, разные возрасты, разнообразное оружие, но общее дело, одна Родина, одна Правда!
Незабываемый парад. 
— Ваупшасов С. А. На тревожных перекрёстках: Записки чекиста.

## Прочие факты
- В колонне партизан также шествовал козёл по кличке Малыш, который был украшен лентой с немецкими орденами[4].
- 17 июля 1944 года — на следующий день после Партизанского парада в Минске — в Москве состоялось другое мероприятие: по улицам Москвы были проведены около 57 000 немецких солдат и офицеров, пленённых Красной армией в Белорусской наступательной операции, вошедшее в историю как «Марш пленных немцев по Москве».